# 33472 Yunorperalta
33472 Yunorperalta este o planetă minoră (asteroid) din centura de asteroizi. A fost descoperită pe 20 martie 1999 la Experimental Test Site⁠(d) de Lincoln Near-Earth Asteroid Research. 
Obiectul prezintă o orbită caracterizată de o semiaxă mare de 2,4193857 UAi, o excentricitate de 0,15, o înclinație de 6,43323 ° în raport cu ecliptica.